# René Roord

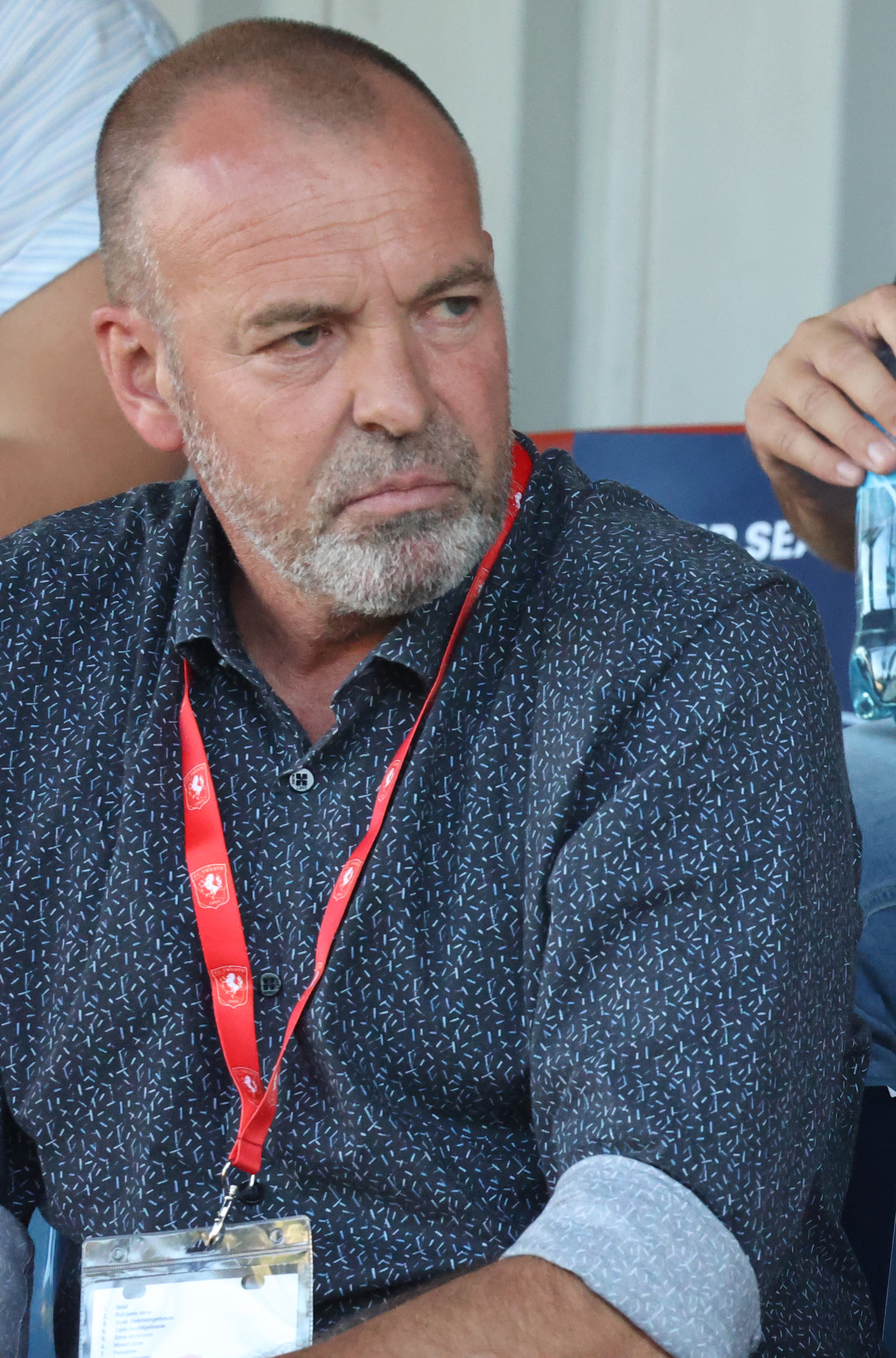
René Roord in 2023

René Roord (Oldenzaal, 15 mei 1964) is een voormalig Nederlands voetballer. Hij speelde als aanvaller en als middenvelder.
Roord groeide op als speler van de Oldenzaalse amateurclub Quick'20 en maakte rond 1980 de overgang naar de jeugd van FC Twente. Op 14 maart 1982 debuteerde hij in de Eredivisie met een basisplaats in een uitwedstrijd tegen FC Groningen. In het daaropvolgende seizoen kwam hij geregeld binnen de lijnen. Roord werd door bondscoach Kees Rijvers geselecteerd voor het wereldkampioenschap voor spelers onder de twintig jaar, dat in 1983 in Mexico werd gehouden. Hij was als linkshalf een vaste keuze in het elftal dat verder bestond uit onder meer Marco van Basten, Mario Been, Gerald Vanenburg en John van 't Schip. Oranje werd in de kwartfinale uitgeschakeld door Argentinië.
FC Twente was in 1983 gedegradeerd. In het seizoen in de Eerste divisie werd Roord een vaste basisspeler. Ook kwam hij uit voor Jong Oranje. Met een tweede plaats promoveerde het team in 1984 terug naar de Eredivisie. Op 9 september 1985 raakte Roord ernstig geblesseerd in een thuiswedstrijd tegen FC Groningen. Met een gebroken kuitbeen en gescheurde enkelbanden moest hij reeds na zes minuten het veld verlaten, nadat hij van achteren was neergehaald door Groningen-speler Edwin Bakker. Na een revalidatieperiode maakte Roord in maart 1986 zijn rentree. Hij speelde de rest van het seizoen geregeld en maakte zelfs twee doelpunten in een wedstrijd tegen Go Ahead Eagles, maar hij bleef kampen met ernstige naweeën van zijn blessure. In seizoen 1986/87 stond Roord opnieuw lange tijd aan de kant en kwam hij tot slechts twee optredens. Op 12 april 1987 speelde hij zijn laatste wedstrijd voor FC Twente. Aan het einde van het seizoen werd hij op 23-jarige leeftijd afgekeurd voor het betaald voetbal.
Roord maakte in 1988 zijn rentree op het voetbalveld voor zijn oude club Quick'20. Met deze club promoveerde hij in 1990 naar de Hoofdklasse en werd hij in 1993 kampioen van de Hoofdklasse C. Naast zijn voetballoopbaan volgde hij een opleiding tot makelaar en trad hij toe tot het assurantiekantoor van zijn vader, dat hij later samen met zijn broer overnam. Sinds de zomer van 2007 is hij assistent-trainer van het eerste van Quick'20. Hij is de vader van voetbalster Jill Roord.